# Closer (magazine)
Pour les articles homonymes, voir Closer.
Closer /ˈkləʊsə/ est un magazine hebdomadaire de presse people distribué en France, au Royaume-Uni et en Allemagne.
L'édition française a été lancée en juin 2005 par Emap France, filiale du groupe de presse britannique Emap. 
À la suite de la vente d'Emap France en août 2006, l'édition française appartient désormais à la société Montadori Magazines France, l'une des filiales du groupe de presse italien Arnoldo Mondadori Editore, propriété de Silvio Berlusconi via la Fininvest. Comme de nombreux titres de la presse écrite, il bénéficie de subventions de la part de l'État français. 
Les éditions de Closer au Royaume-Uni et en Allemagne appartiennent depuis 2008 au groupe de presse allemand Bauer Media Group.

## Historique en France
En 2005, après six mois de présence en kiosque, l'édition française atteint 399 589 exemplaires vendus par semaine en moyenne selon l'OJD (Voici, son principal concurrent parmi la presse people, affiche 525 500 exemplaires par semaine en diffusion payée en 2005). Ce succès commercial doit tout autant au contenu éditorial qu'au budget de douze millions d'euros consacré au lancement et à la promotion. Presque une décennie plus tard, les ventes de deux concurrents se rapprochent avec une moyenne de 348 000 exemplaires pour Closer en 2014 et 306 000 pour Voici. 
En l'espace d'un an après son lancement, Closer est devenu sinon un des fleurons du groupe, tout au moins une des raisons pour redorer le blason d'Emap France. La filiale française avait en effet perdu de considérables parts de marché depuis le lancement par ses concurrents en 2003-2004 de bimensuels dans le secteur de la presse télé. Selon certains analystes financiers, Closer n'aurait été lancé en France que pour faire remonter la cote d'Emap France afin, ensuite, d'être revendu à meilleur prix.
En effet, dès le printemps 2006, la maison mère britannique annonçait vouloir se séparer de sa filiale française, en raison notamment d'un repositionnement de ses activités vers l'audiovisuel au Royaume-Uni. L'ensemble de la filiale française a finalement été acquis, en août 2006, par Mondadori pour 545 millions d'euros, le groupe de presse italien récupérant ainsi les licences d'exploitation des magazines FHM et Closer, deux titres créés au Royaume-Uni par Emap puis adaptés en France. Laurence Pieau résume la ligne éditoriale de cette période ainsi : « Fabriquer un hebdomadaire qui mette en scène la vie ordinaire de gens extraordinaires. En ne s'interdisant rien et en n'épargnant personne. » Rapidement, Closer franchit la limite du monde politique jusque-là préservé et bat un record avec 700 000 exemplaires des photos de Ségolène Royal en maillot de bain, titré « Et dire qu'elle a 53 ans ! ». Les unes ayant pour sujet la vie privée des politiques s’enchainent : les images à la plage au Maroc de Hollande et Valérie Trierweiler, Sarkozy et Carla Bruni à Disneyland, la séparation de Dominique Strauss-Kahn et Anne Sinclair… Les révélations de la relation du président de la République avec l'actrice Julie Gayet publiées sur trois numéros consécutifs entraine des ventes d'1,6 million d'exemplaires au total.
La rédactrice en chef de Closer depuis le milieu des années 2000, Laurence Pieau, occupait la même fonction auparavant chez Public. 
En 2013, une trentaine de journalistes composent la rédaction du magazine.

## Positionnement
Closer est devenu un des principaux titres du marché de la presse à scandale dite people. Le magazine, qui se présente comme un « féminin », se veut « complice, plus proche » (closer en anglais) de ses lectrices et des célébrités.
Depuis l'été 2011, le titre sort quelques hors-séries au cours de l'année.

## Poursuites judiciaires et menaces
En 2008, Closer a été condamné à verser 30 000 euros de dommages et intérêts à Cécilia Sarkozy pour la publication d'une photo la montrant en maillot de bain en regard d'une photo de Carla Bruni.
En 2008 toujours, Closer publie des photos sur le ponton d'un bateau dans la Baie d'Arcachon montrant le présentateur Patrick Poivre d'Arvor en compagnie d'une agente électorale des Nations unies, Amandine Roche. Le magazine a été condamné après le dépôt d'une plainte au versement de 15 000 euros de dommages et intérêts. Une enquête a été ouverte au sein des Nations unies pour soupçon de divulgation d'informations confidentielles par son employée.
En septembre 2012, Closer est condamné pour atteinte à la vie privée pour avoir publié des photos « volées » de Kate Middleton bronzant seins nus sur une terrasse dans une propriété privée en Provence. Laurence Pieau, rédactrice en chef de la publication, fait l'objet de menaces de mort pour avoir publié ces photos, et les époux Windsor engagent deux démarches auprès de la justice française : un référé pour obtenir le blocage de la diffusion des clichés, et une plainte contre X au pénal auprès du tribunal de Nanterre. En septembre 2017, le magazine est condamné à verser 100 000 euros de dommages et intérêts au couple princier. En 2018, la cour d'appel de Versailles confirme, la condamnation des deux dirigeants du magazine people à une même amende maximale de 45 000 euros.
Le 10 janvier 2014, Closer publie des photos dévoilant que le président de la République, François Hollande, entretiendrait une relation avec l'actrice Julie Gayet. Cette dernière attaque le magazine pour atteinte à la vie privée, et demande 50 000 euros de dommages et intérêts, 4 000 euros pour les coûts de procédure, et une publication judiciaire sur la moitié de la couverture du magazine. Le 27 mars 2014, le tribunal de grande instance de Nanterre condamne le magazine à verser 15 000 euros de dommages et intérêts à l'actrice.
En 2016, Closer publie des photos de Marine Le Pen en maillot de bain lors de ses vacances en Corse. La candidate du Front national à l'élection présidentielle de 2017 annonce son intention de porter plainte pour atteinte à la vie privée.

## Soupçons de manipulations
En décembre 2013, le magazine Closer révèle l'interpellation de l'un des fils de Valérie Trierweiler pour l'achat d'une petite quantité de cannabis et publie des extraits du rapport de police correspondant. Cette fuite d'un rapport de la BAC, aussi rapidement après les faits, conduit alors le couple présidentiel à y voir l'action de « réseaux sarkozistes souterrains ».
Le 10 janvier 2014, à la suite de la publication par Closer d'un reportage dévoilant la relation que le président de la République, François Hollande, entretiendrait avec l'actrice Julie Gayet, plusieurs journalistes politiques évoquent publiquement l'hypothèse d'une possible manipulation du magazine, destinée à « piéger » le président de la République,,,,.
Dans un article originellement publié dans le Corriere della Sera et repris par le magazine en ligne Slate le 14 janvier 2014, Jean-Marie Colombani écrit que « c’est le métier de la presse «people» que de partout traquer, monter en épingle tout sujet un peu croustillant. ». Le 15 janvier, Le Monde publie un entretien avec le paparazzi Sébastien Valiela, auteur des clichés du scoop de Closer. Le photographe estime qu'« il y avait enfin tant de photographes sur cette info qu'elle devait sortir un jour ». Il dément la thèse d'une manipulation politique dans cette affaire et affirme que, comparée à la photo qu'il avait prise en 1994 et qui avait révélé l'existence de la fille cachée de François Mitterrand, « la photo de Hollande était bien plus facile à faire, tant il était mal protégé ». La possibilité d'un coup monté n'est pas retenue non plus par le magazine VSD, qui pointe la responsabilité des milieux médiatique et cinématographique dans la propagation de la rumeur.
Dans un article du 16 janvier 2014 publié sur le site de Slate, le journaliste Emmanuel Fansten estime « crédible l'hypothèse d'une opération de déstabilisation », « tous les ingrédients » étant réunis, selon lui, « pour donner du poids à la théorie du retour des cabinets noirs ».

## Diffusion
| Année            | 2005    | 2006    | 2007    | 2008    | 2009    | 2010    | 2011    | 2012    | 2013 | 2014    | 2016    | 2017    | 2018    | 2019    |
| ---------------- | ------- | ------- | ------- | ------- | ------- | ------- | ------- | ------- | ---- | ------- | ------- | ------- | ------- | ------- |
| Diffusion totale | 399 589 | 419 612 | 506 226 | 534 933 | 506 301 | 483 186 | 445 569 | 393 009 | ?    | 348 000 | 278 910 | 255 246 | 236 213 | 205 701 |

## Subventions
Closer bénéficie de subventions de la part de l'État français : en 2012, il perçoit une aide publique de 558 619 euros.